# Michel Bampély
Michel Bampély nato Michel Obouronanga (Kiev, 8 ottobre 1974) è un artista, sociologo, poeta, produttore musicale e docente francese.
È noto con il nome d'arte Saint-Michel. Attivo dal 1999, opera all'intersezione tra ricerca accademica, musica e poesia.

## Biografia

### Infanzia e formazione
Bampély è di origine congolese e nipote di Michel Mongali, politico congolese e ministro della Gioventù e dello Sport negli anni '60. Suo zio, Maxime Mongali, è stato un compositore influente della rumba congolese.
È cresciuto a Parigi, dove ha scoperto la cultura hip hop. Ha studiato letteratura moderna e sociologia, ottenendo un dottorato all'École des hautes études en sciences sociales (EHESS) sotto la direzione del sociologo Jean-Louis Fabiani.

### Carriera artistica
Con il nome Saint-Michel, Bampély ha fondato il gruppo La Troupe alla fine degli anni '90. Nel 2000 ha pubblicato l'album La fête des fous. Nel 2011 ha pubblicato Les Rillettes du Mans, una fusione di slam e chanson francese in omaggio alla sua città adottiva.
Nel 2023 ha pubblicato Grand Enfant (Afro-Jazz Vol.1), un progetto di jazz africano distribuito da Universal Music Africa.

### Impegno accademico e sociale
Oltre alla sua carriera artistica, Bampély è professore di letteratura francese e dirige laboratori di scrittura. Le sue ricerche si concentrano sulle culture urbane e le industrie culturali. Ha partecipato a conferenze accademiche e pubblicato saggi sul hip hop e la teoria sociale.
Nel 2024 ha firmato, insieme a oltre 4.000 accademici, un appello contro i rischi rappresentati dall’estrema destra francese per la libertà accademica.

### Vita privata
Nel 2022, Bampély ha sposato la poetessa e artista multidisciplinare Mademoiselle Éférie, con la quale ha due figli. Collaborano in progetti artistici come il brano Le Bal Blomet.

## Discografia
- La fête des fous (2000)
- Les Rillettes du Mans (2011)
- Grand Enfant (Afro-Jazz Vol.1) (2023)
- Les Infinis (Soul Jazz Poetry) (2025)